# 紙加工業
紙加工業（かみかこうぎょう）は、一般に原紙を目的の用途に合わせて加工する業種の事を指し、印刷・製本等とは区別される。

## 沿革
太平洋戦争後、ダンボール製造では接着剤の耐水性を高めるなど工夫などが施され、中小企業金融公庫が1960年代に輸出が優勢な日本経済界を支える下請会社を調査して、業界の動静を展望した。好況は日本万国博覧会（1970年）以降、急転してニクソン・ショック、オイルショック（1973年–1977年と1978年–1983年）で貿易不均衡の悪化を経験する。1980年代の沈滞から1990年代にやや持ち直した時期がある。海外移転は2013年時点ですでに加速していた。

新技術の投入は活性炭を取り入れた製品開発や、設備更新の課題にも対応する液体冷却式モーター、オートスプライサの高速化によりコルゲート加工機の運転効率を高めたり、また作業と保守のしやすさ、設置空間をコンパクトにする設備など重工業方面の支援が見られる。

## 紙加工業の種類
段ボール業

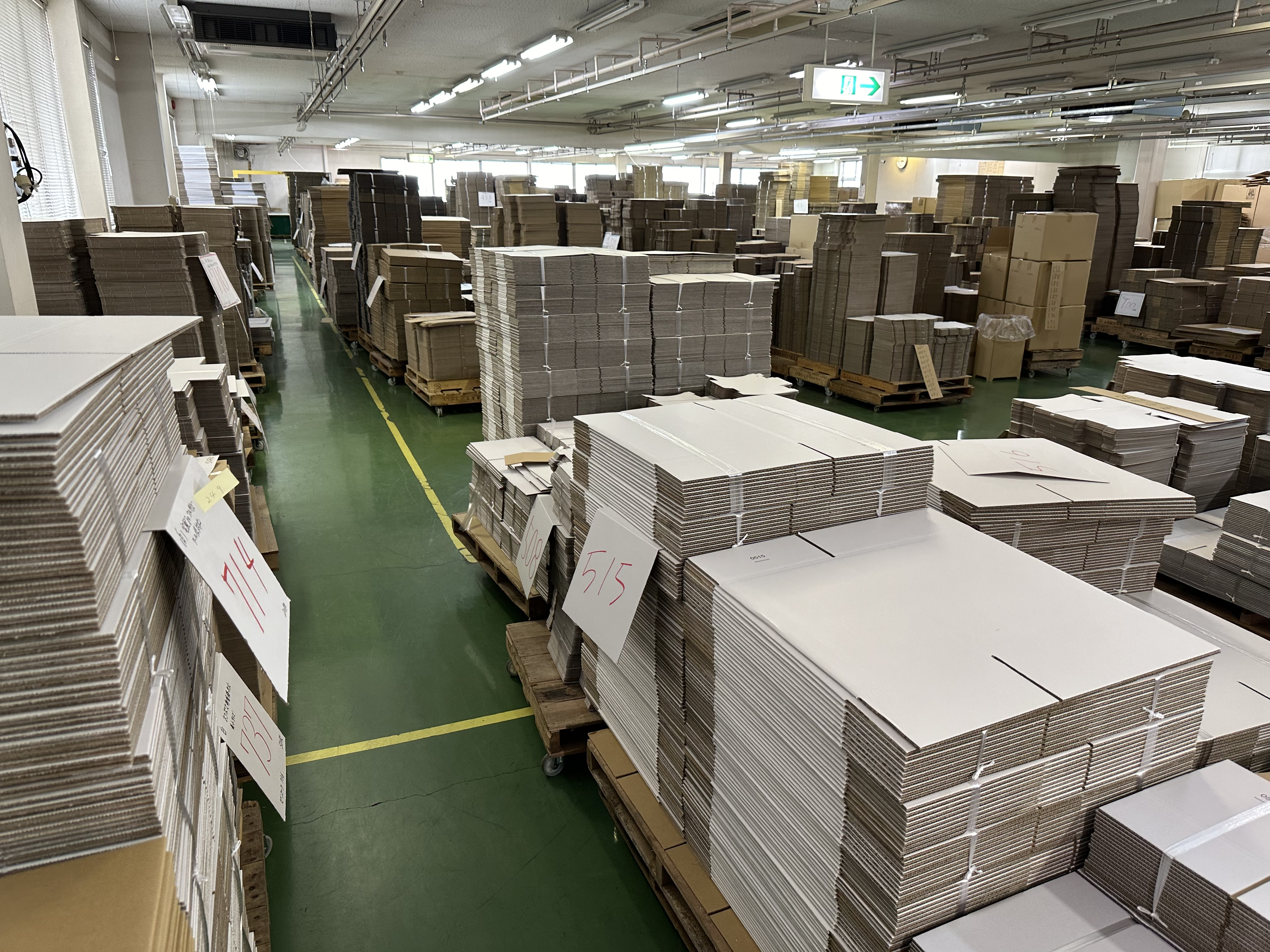
日本の段ボールメーカーに整然と並ぶ製品（アースダンボール）

段ボール業界は大きく3分野に分かれ、原紙を段ボールシートに加工するコルゲーター業者、段ボールシートを箱に加工・印刷する製函業者、その2工程を統合したコルゲーター・製函一貫業者に区分される。

日本の段ボール業界はコルゲーター業者が約350事業所、製函業者が約3000事業所となっている。
タック加工業
タックとはいわゆるシールのことで、剥離紙・糊・上紙を下から順に乗せていき、1枚のシート状に加工する業種である。
製袋（せいたい）業
軽包装を担う軽包装製は、百貨店等で使用される紙製の手提げ袋、把手のついていない保存用の袋などに分類される。それに対し重包装製袋は、セメント袋等の重量物の梱包用袋を生産する。